# Iwonicz
Iwonicz is een dorp in de Poolse woiwodschap Subkarpaten. De plaats maakt deel uit van de gemeente Iwonicz-Zdrój en telt 4100 inwoners.